# Distrito de Siddharthnagar
Siddharthnagar (en hindi; सिद्धार्थनगर ज़िला, urdu; سدھارتھ نگر ضلع) es un distrito de India en el estado de Uttar Pradesh. Código ISO: IN.UP.SN.
Comprende una superficie de 2 752 km².
El centro administrativo es la ciudad de Navgarh. Dentro del distrito se encuentra la localidad de Bansi.

## Demografía
Según censo 2011 contaba con una población total de 2 553 526 habitantes.